# Daniel Andreas Sager
Daniel Andreas Sager (* 1985 in Berlin) ist ein deutscher Dokumentarfilmer und Journalist.

## Leben
Nach einem Studium der Filmregie an der Filmakademie Baden-Württemberg begann Sager als Regisseur, Autor und Journalist von Kino-Dokumentarfilmen, TV-Dokumentationen und Reportagen für ZDF, Arte, rbb und die Deutsche Welle zu arbeiten.
Sein Diplomfilm The Long Distance wurde weltweit auf Filmfestivals gezeigt, im November 2015 erstmals im ZDF ausgestrahlt und unter anderem mit dem First Step Award ausgezeichnet. Der Film handelt von zwei kenianischen Läufern, die für eine Saison von einem deutschen Manager nach Deutschland geholt werden und in der Hoffnung durch Gewinngelder einen Weg aus der Armut zu finden, bei Marathon-Läufen antreten.
In seinem Kinodebüt Hinter den Schlagzeilen (2021) erzählt Sager von verschiedenen Recherchen des Investigativressorts der Süddeutschen Zeitung. Der Film wurde im Jahr 2021 für den Deutschen Filmpreis vornominiert. Auf dem Zurich Film Festival erhielt der Film Anfang Oktober 2021 ein Special Mention in der Kategorie Fokus Schweiz, Deutschland, Österreich. Sein Film Erfundene Wahrheit – Die Relotius Affäre (2023) befasst sich mit der Täuschung des Spiegel-Reporters  Claas Relotius.

## Filmografie
- 2010: Steppenwölfe (Kurz-Dokumentarfilm)
- 2011: Dein Wille Geschehe (Kurz-Dokumentarfilm)
- 2011: Finistère (Kurz-Dokumentarfilm)
- 2014: Licht und Schatten (Dokumentarfilm)
- 2015: The Long Distance (Dokumentarfilm)
- 2016: Runner’s High (TV-Dokumentation)
- 2019: Mexiko – Dem Ziel so Nah (Reportage)
- 2019: Iran – Das letzte Netwerk (Reportage)
- 2021: Durch die Sahara (TV-Dokumentation)
- 2021: Deutschland auf Koks (TV-Dokumentation)
- 2021: Stalking ISIS (TV-Dokumentation)
- 2021: Hinter den Schlagzeilen (Kino-Dokumentarfilm)
- 2022: Helfen in Krisengebieten (Reportage)
- 2023: Erfundene Wahrheit – Die Relotius Affäre (Dokumentarfilm)

## Auszeichnungen
- 2022: Audience Award at Bolzano Filmfestival Bozen – Hinter den Schlagzeilen
- 2021: Best Docs 2021, DokFest München – Hinter den Schlagzeilen
- 2017: Juliane Barthels Media Award, Germany, Kategorie: Online
- 2017: Best Film Award at the Film Festival de San Lorenzon, Paraguay – The Long Distance
- 2014: Best Director Award at the Film Festival Zimbabwe – The Long Distance
- 2014: Best Film Award Al Jazeera Film Festival 2014 – Finistère
- 2014: Best Documentary Award at Open Eyes Film Festival – Finistère
- Best Director Award at Cine Maiubit Film Festival Rumania – Finistère
- Best Film Award at Kurzsüchtig Film Festival – Dein Wille Geschehe
- Best Film Award at Localize Film Festival – Steppenwölfe